# Narrenvereinigung Hegau-Bodensee

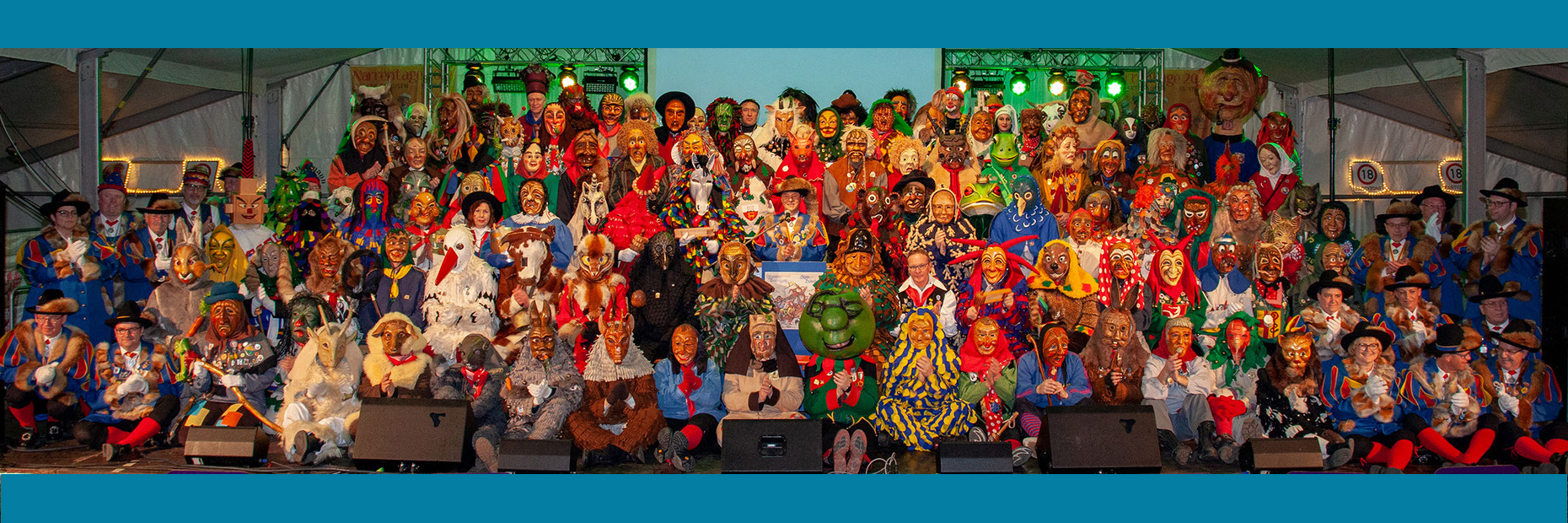
Zum 60. Geburtstag der Narrenvereinigung Hegau-Bodensee entstand im Jahr 2019 dieses Gruppenbild aller Mitgliedszünfte.

Narrenvereinigung Hegau-Bodensee zu Gast in Berlin (2020)

Die Narrenvereinigung Hegau-Bodensee (NVHB) mit Sitz in Singen (Hohentwiel) ist ein Verband von Narrenzünften der schwäbisch-alemannischen Fasnet im südöstlichen Baden.

## Geschichte
Die NVHB wurde am 19. April 1959 in Volkertshausen gegründet. 24 Zünfte aus der Region haben sich damals zusammengeschlossen, um die Entwicklung der schwäbisch-alemannischen Fasnet im Hegau-Bodensee Gebiet zu fördern und ihr auch zu Anerkennung nach außen hin zu verhelfen.
Mittlerweile zählt die Narrenvereinigung Hegau-Bodensee 120 Mitgliedszünfte (Stand: 2020).
Die Mitgliedsvereine sind in den Landkreisen Konstanz, Tuttlingen und Sigmaringen, im Schwarzwald-Baar-Kreis und im Bodenseekreis ansässig.

## Landschaften
Die Vereinigung teilt sich in sechs Landschaften auf:
- Landschaft 1: Hegau-Randen
- Landschaft 2: Rosenegg
- Landschaft 3: Höri-Bodanrück
- Landschaft 4: Nellenburg
- Landschaft 5: Linzgau
- Landschaft 6: Heuberg

## Aufgaben und Tätigkeiten
Das Heimische Fasnachtsbrauchtum unserer Landschaft zu erhalten, zu pflegen und zu fördern. Dabei sollen vor allem örtlich gewachsene Bräuche besondere Beachtung finden.
Die Narrenvereinigung steht den Mitgliedern bei der Entwicklung und Einführung neuer Formen und Bräuche beratend zur Seite. Darüber hinaus klärt sie alle finanziellen, juristischen und sonstige Fragen für die angeschlossenen Vereine.
Ebenso versteht sich die Narrenvereinigung als Netzwerk – Erfahrungsaustausch und Kontakt mit den Mitgliedern werden nicht nur an der Fasnacht gefördert und gepflegt.
Mit jährlichen Umzügen präsentiert sich die Vielfältigkeit und Farbenpracht unseres närrischen Treibens. Pro Jahr finden zwei "Narrentage" unter der Schirmherrschaft der Narrenvereinigung statt. Die Anzahl der beteiligten Narrenvereine richtet sich dabei nach den örtlichen Verhältnissen des Veranstalters. Neben den beiden Narrentagen wurden zusätzlich „Freundschaftstreffen“ eingeführt. Der Sonntag vor der Fasnacht ist für diese Treffen vorgesehen, bei denen vor allem Jubiläen in einem etwas reduzierteren Kreis als bei den Narrentagen gefeiert werden.
Seit 1965 erscheint jährlich eine „Narrenzeitung“.
Das von der NVHB begründete Fasnachtsmuseum Schloss Langenstein wurde kurz nach der Gründung von einem eigenen Trägerverein übernommen. Es gilt jedoch weiterhin als das „offizielle Schaufenster“ der Narrenvereinigung.

## Mitgliedszünfte
| Ort                    | Gemeinde               | Zunft                                      | Landschaft     | Narrenruf | Figuren | Bildergalerie |
| ---------------------- | ---------------------- | ------------------------------------------ | -------------- | --- | --- | ------------- |
| Aach                   | Aach                   | Narrenzunft Quellwasser Aach 1902          | Nellenburg     | Bluh – Mäh | - Kabbesdoase (Krautkopf) - Aachgeist                                                                          |               |
| Aftholderberg          | Herdwangen-Schönach    | Narrenverein Berggeister                   | Heuberg        | Berg – Geist | - Berggeist - Apfelweible                                                                                      |               |
| Allensbach             | Allensbach             | Narrenverein Alet                          | Höri-Bodanrück | Ho Narro | - Hansel - Galgenvogel                                                                                         |               |
| Allmannsdorf           | Konstanz               | Narrenzunft Quaker Allmannsdorf            | Höri-Bodanrück | Quak, Quak, Quak | |               |
| Anselfingen            | Engen                  | Narrenverein Hasenbühl                     | Hegau-Randen   | Narri – Narro | - Hase - Jäger - Hasenbühlerin                                                                                 |               |
| Arlen                  | Rielasingen-Worblingen | Narrenverein Katzdorf Arlen                | Rosenegg       | Hoorig isch die Katz’ | - Katze - Bauer                                                                                                |               |
| Aulfingen              | Geisingen              | Narrenverein Zundermännle                  | Hegau-Randen   | Zunder – Narro | - Zundermännle - Hauwieble                                                                                     |               |
| Bankholzen             | Moos                   | Narrenverein Bankholzer Joppen             | Höri-Bodanrück | Jopp, Jopp, Jopp | - Joppenkopf - Studejucker - Deienmooser Hexe                                                                  |               |
| Bermatingen            | Bermatingen            | Bären-Zunft Bermatingen                    | Linzgau        | Narri – Narro | - Bären |               |
| Beuren an der Aach     | Singen                 | Narrenzunft Buronia Beuren                 | Rosenegg       | Groppen stecht – Mucken schöpft | - Groppenstecher - Muckenschöpfer                                                                              |               |
| Biesendorf             | Engen                  | Narrenzunft Erzglonker                     | Hegau-Randen   | Erz – Glonker | - Erzglonker                                                                                                   |               |
| Bietingen              | Gottmadingen           | Narrenzunft Biberschwanz Bietingen         | Rosenegg       | Narri – Narro | |               |
| Bietingen (Sauldorf)   | Sauldorf               | Brauchtumsverein Bachrose                  | Heuberg        | Narri – Narro | - Bachrose - Gärtner                                                                                           |               |
| Billafingen            | Owingen                | Narrengesellschaft Billafingen             | Linzgau        | Narri – Narro | - Einhorn |               |
| Bodman                 | Bodman-Ludwigshafen    | Narrenverein der Bosköpfe Bodman           | Nellenburg     | Boskopf – Ahoi | - Boskopf (Apfel) - Nebelmännle                                                                                |               |
| Bohlingen              | Singen                 | Trubehüeter-Zunft                          | Rosenegg       | Hoorig, Hoorig, Hoorig isch de sell | - Trubehüeter - Wimmlerin - Pollo                                                                              |               |
| Böhringen              | Radolfzell             | Narrenzunft Bengelschießer 1910            | Rosenegg       | Narri – Narro | - Bengelschießer - Hänsele - Kanonebutzer - Marketenderin - Straßenwieb                                        |               |
| Boll                   | Sauldorf               | Binkerzunft                                | Heuberg        | Bien – Stich | - Binker - Bienenkönigin                                                                                       |               |
| Buchheim               | Buchheim               | Schilpenzunft                              | Heuberg        | Schilpe – Gras | |               |
| Büsingen am Hochrhein  | Büsingen am Hochrhein  | Narrenzunft Hobelgeiß Büsingen             | Rosenegg       | Geißli – Määh | - Hobelgeiß - Geißenhirt (Treiber) - Geißenfrau                                                                |               |
| Büßlingen              | Tengen                 | Narrenverein Clown und Römer               | Hegau-Randen   | Büßlingen – Narro | - Clown - Römer - Römergeist                                                                                   |               |
| Denkingen              | Pfullendorf            | Holzhaudere-Zunft                          | Heuberg        | Haudri – Haudro | - Haudere - Waldschratt - Zapfenmännle                                                                         |               |
| Dettingen-Wallhausen   | Konstanz               | Narrenzunft Moorschrat                     | Höri-Bodanrück | Narri – Narro | - Moorschrat                                                                                                   |               |
| Dingelsdorf            | Konstanz               | Narrenverein Ala-Bock                      | Höri-Bodanrück | Ho Narro – Quaack | - Ala-Bock - Pauline                                                                                           |               |
| Duchtlingen            | Hilzingen              | Narrengruppe Bodensprenger                 | Rosenegg       | Hoorig – Hoorig / Boden – Sprenger | - Bodensprenger mit Maske - Burewieb - Stupfer Buebe/Stupfer Meidli - Bauer                                    |               |
| Ehingen im Hegau       | Mühlhausen-Ehingen     | Narrenzunft Quaken                         | Hegau-Randen   | Narri – Narro | - Quak - Quakenwieble                                                                                          |               |
| Eigeltingen            | Eigeltingen            | Narrenzunft Krebsbachputzer                | Nellenburg     | Narri – Narro | - Krebsbachputzer - Landsturm mit Marktenderinnen und Pferdle - De Putz                                        |               |
| Emmingen ab Egg        | Emmingen-Liptingen     | Buchenbergerzunft                          | Heuberg        | Buch – Berger | - Buchenberger - Hexe                                                                                          |               |
| Epfenhofen             | Blumberg               | Narrenverein Schnecken                     | Hegau-Randen   | Schneck – Narro | - Schnecke |               |
| Espasingen             | Stockach               | Narrenverein Trube-Drescher                | Nellenburg     | Narri – Narro | - Trubedrescher                                                                                                |               |
| Friedingen             | Singen                 | Narrenverein Kä-Stock Friedingen           | Rosenegg       | Kä – Stock | - Kä-Stock - Wasserdrescher - Kienspanweible - Burghexe                                                        |               |
| Fützen                 | Blumberg               | Narrenzunft Eggäsli                        | Hegau-Randen   | Eggäsli – Narro | - Eggäsli |               |
| Gaienhofen             | Gaienhofen             | Narrengilde Haegelisaier                   | Höri-Bodanrück | Narri – Narro | - Hägelisaier - Schneckle - Blätzlehäs - Z’Nüniwieble                                                          |               |
| Gailingen am Hochrhein | Gailingen am Hochrhein | Narrenzunft Eichelklauber                  | Rosenegg       | Narri – Narro | - Eichelklauber - Waldfrüchtle                                                                                 |               |
| Gottmadingen           | Gottmadingen           | Narrenzunft Gerstensack                    | Rosenegg       | Narri – Narro | - Heilsbergzusle - Gerstesackschnägge - Gerstensack-Narr                                                       | Commons       |
| Hattingen              | Immendingen            | Narrenverein Hattingen                     | Hegau-Randen   | Narri – Narro | - Hattinger Lege (Kuh) - Witthohgeist                                                                          |               |
| Hegne                  | Allensbach             | Narrengesellschaft Schlafkappen            | Höri-Bodanrück | Ho Narro | |               |
| Hemmenhofen            | Gaienhofen             | Narrenzunft Käfertal                       | Höri-Bodanrück | Narri – Narro | - Käferwieb - Hänsele                                                                                          |               |
| Heudorf im Hegau       | Eigeltingen            | Narrenverein Heuliecher Heudorf            | Nellenburg     | Heu – Liacher | - Heuliecher - Heuliecher-Frau - Hartmännle                                                                    |               |
| Hilzingen              | Hilzingen              | Narrenverein Pfiffikus Hilzingen           | Rosenegg       | Narri – Narro | - Pfiffikus - Hansele - Esel - Zwinghofbure                                                                    |               |
| Hindelwangen           | Stockach               | Narrenverein Nellenburg Hindelwangen       | Nellenburg     | Narri – Narro | - Gangschlupfer - Graf Eberhard - Gräfin Ida                                                                   |               |
| Hintschingen           | Immendingen            | Narrenverein Schöntalhasen                 | Hegau-Randen   | Narri – Narro | - Schöntalhase - Krottenlochgeist                                                                              |               |
| Hödingen               | Überlingen             | Narrengesellschaft Hödingen                | Linzgau        | Kilbe – Goascht | |               |
| Hohenfels              | Hohenfels              | Narrenzunft Kuhsattler Hohenfels           | Heuberg        | Kuh – Muh | - Kuhsattler                                                                                                   |               |
| Homberg-Münchhöf       | Eigeltingen            | Blätzle-Zunft                              | Nellenburg     | Blätzbue – Narro | - Blätzlebub                                                                                                   |               |
| Honstetten             | Eigeltingen            | Burgnarrenzunft Wasserburger Talgeister    | Nellenburg     | Narri – Narro | |               |
| Hoppetenzell           | Stockach               | Froschzunft                                | Heuberg        | Narro – Quak | - Frosch - Froschfänger - Seerosen                                                                             |               |
| Horn                   | Gaienhofen             | Heufresserzunft Horn                       | Höri-Bodanrück | Heufresser, Heufresser – Heu, Heu, Heu                                                                                                   | - Heufresser                                                                                                   |               |
| Iznang                 | Moos                   | Narrenverein Bützigräbler                  | Höri-Bodanrück | Narri – Narro | |               |
| Kaltbrunn              | Allensbach             | Narrenzunft Ducherle                       | Höri-Bodanrück | Ho Narro | - Ducherle - Trubestenzer                                                                                      |               |
| Kirchen-Hausen         | Geisingen              | Narrenzunft Latschari                      | Hegau-Randen   | Narri – Narro | - Latschari - Hexe                                                                                             |               |
| Konstanz               | Konstanz               | Narrengesellschaft Elefanten A.-G.         | Höri-Bodanrück | | |               |
| Konstanz               | Konstanz               | Narrenvereinigung Freie Konstanzer Blätz   | Höri-Bodanrück | Ho Narro | - Freier Blätz - Historische Stadtwache                                                                        |               |
| Konstanz               | Konstanz               | Narrengesellschaft Kamelia Paradies        | Höri-Bodanrück | Ho Narro | - Holzkopf |               |
| Konstanz               | Konstanz               | Narrenverein Konstanzer Seegeister         | Höri-Bodanrück | Ho Narro | - Seegeist |               |
| Konstanz               | Konstanz               | Narrenverein Münsterhexen Konstanz         | Höri-Bodanrück | Hex, Hex – Narro | - Münsterhexe                                                                                                  |               |
| Konstanz               | Konstanz               | Narrengesellschaft Niederburg              | Höri-Bodanrück | Ho Narro | - Niederbürgler Jokele                                                                                         |               |
| Konstanz               | Konstanz               | Narrenverein Schneckenburg Konstanz        | Höri-Bodanrück | Ho Narro | - Clown - Räuber - Schneeschreck                                                                               |               |
| Konstanz               | Konstanz               | Narrengesellschaft Die Seehasen            | Höri-Bodanrück | Ho Narro | - Seehasen-Hansele                                                                                             |               |
| Krauchenwies           | Krauchenwies           | Zaunhölzlezunft                            | Heuberg        | Hölzle – Goischt | - Hölzlegeist                                                                                                  |               |
| Leipferdingen          | Geisingen              | Narrenzunft Strohglonki                    | Hegau-Randen   | Stroh – Narro | - Strohmann - Hansele                                                                                          |               |
| Liggeringen            | Radolfzell             | Narrenverein Moofanger Liggeringen         | Höri-Bodanrück | Moo – Narro | - Moo-Hansele - Bauer - Bäuerin                                                                                |               |
| Liptingen              | Emmingen-Liptingen     | Narrenverein Schlehenbeißer                | Heuberg        | Narri – Narro | - Schlehenbeißer - Horchetweible - Zoller                                                                      |               |
| Litzelstetten          | Konstanz               | Narrenzunft Kuckuck                        | Höri-Bodanrück | Ho Narro / Narri – Narro | - Kuckuck |               |
| Ludwigshafen           | Bodman-Ludwigshafen    | Narrenverein Seehasen Ludwigshafen         | Nellenburg     | Has-Has – Narro | - Seehase - Baum - Fischer/Fischerin - Stettelberger                                                           |               |
| Mahlspüren im Tal      | Stockach               | Narrenverein Thalia                        | Linzgau        | Suppe – Drieli | - Suppedrieli                                                                                                  |               |
| Mainwangen             | Mühlingen              | Hobixer-Zunft                              | Heuberg        | Hobixer – Quak | |               |
| Markelfingen           | Radolfzell             | Narrenverein Seifensieder                  | Höri-Bodanrück | Narri – Narro | - Strohmann mit Treibern - Wäschwieb - Schilfstrueli - Ried- und Bachhexe - Drei Müller                        | Commons       |
| Menningen              | Meßkirch               | Fuchszunft                                 | Heuberg        | Fuchs – Narro | - Menninger Fuchs - Gausmates                                                                                  |               |
| Mennwangen-Kaltbächle  | Deggenhausertal        | Narrenverein Schloßbühler                  | Linzgau        | Schloß – Bühler | - Schloßbühler (Landsknecht)                                                                                   |               |
| Mimmenhausen           | Salem                  | Narrenverein Goldkäfer                     | Linzgau        | Narri – Narro | - Bierkär-Hexe - Besenweib - Goldkäfermarie - Fidele - Goldkäfer                                               |               |
| Mittelstenweiler       | Salem                  | Narrenverein Goldene Sieben                | Linzgau        | Narri – Narro | - Dichelbohrer                                                                                                 |               |
| Möggingen              | Radolfzell             | Narrenverein Welsbart                      | Höri-Bodanrück | Narri – Narro | - Welsfresser                                                                                                  |               |
| Moos                   | Moos                   | Narrenzunft Mooser Rettich                 | Höri-Bodanrück | Rettich, Bülle und Salot, gnueg, gnueg, gnueg!                                                                                           | - Mooser Rettich                                                                                               |               |
| Mühlhausen             | Mühlhausen-Ehingen     | Narrenzunft Käfersieder                    | Hegau-Randen   | Narri – Narro / Käferle flieg | - Käfersieder - Sudwieb                                                                                        |               |
| Mühlingen              | Mühlingen              | Sunnelöscherzunft                          | Heuberg        | Lösch’ d’ Sunn | - Sunnelöscher - Löschweib - Feldarbeiter - Feuergucker                                                        |               |
| Nenzingen              | Orsingen-Nenzingen     | Narrenverein Moofanger Nenzingen           | Nellenburg     | Narri – Narro | - Mondblätz - Mondjockel                                                                                       |               |
| Nesselwangen           | Überlingen             | Narrenverein Biblisschieber                | Linzgau        | Biblis – Ho ruck | - Biblisschieber                                                                                               |               |
| Nordhalden             | Blumberg               | Narrenzunft Randenwölfe                    | Hegau-Randen   | Narri – Narro | - Randenwolf - Hemdträger                                                                                      |               |
| Nußdorf                | Überlingen             | Narrengesellschaft Schnecken               | Linzgau        | Narri – Narro | - Schnecke |               |
| Oberstenweiler         | Salem                  | Trubepflegler-Zunft                        | Linzgau        | Trubepflegler, Trubepflegler - hoi, hoi, hoi                                                                                             | |               |
| Öhningen               | Öhningen               | Narrenzunft Piraten vom Untersee           | Höri-Bodanrück | Narri – Narro | - Pirat/Piratin - Eselszunge                                                                                   |               |
| Orsingen               | Orsingen-Nenzingen     | Narrenverein Halb Olfer Orsingen           | Nellenburg     | Narri – Narro | - Halb Olfer Weißnarr - Heidenschloss-Geist                                                                    |               |
| Owingen                | Owingen                | Narrenzunft Nebelspalter Owingen           | Linzgau        | Narri – Narro | - Hänsele |               |
| Radolfzell             | Radolfzell             | Froschenzunft 1913                         | Höri-Bodanrück | Quak, Quak, Quak | - Frosch |               |
| Randegg                | Gottmadingen           | Narrenverein Fidelia Unkenbrenner          | Rosenegg       | | - Unke/Frosch - Unkenbrenner                                                                                   |               |
| Reichenau              | Reichenau              | Narrenverein Grundel                       | Höri-Bodanrück | Ho Narro | - Grundele |               |
| Reichenau              | Reichenau              | Narrenverein Die Pfaffenmooser             | Höri-Bodanrück | Ho Narro | - Eule |               |
| Rickenbach             | Salem                  | Narrenverein Rickenbacher Hennen           | Linzgau        | Narri – Narro | - Henne |               |
| Riedöschingen          | Blumberg               | Narrenverein Blauer Stein                  | Hegau-Randen   | Narri - Narro | - Vulkangeist - Steinmännle                                                                                    |               |
| Rielasingen            | Rielasingen-Worblingen | Rattlinger Narrenverein Burg Rosenegg 1862 | Rosenegg       | Hoorig isch de Sell | - Rattlinger Hansele - Ratte - Junker Hans - Burgvogt Spindler                                                 |               |
| Rohrdorf               | Meßkirch               | Eulenzunft                                 | Heuberg        | Narri – Narro | - Nachteule |               |
| Sauldorf               | Sauldorf               | Narrenverein Durbestecher                  | Heuberg        | Durbe – Stecher | - Durbestechermann - Durbestecherfrau - Moorvogel - Moorgeist                                                  |               |
| Schienen               | Öhningen               | Narrenzunft Holzbirregüggel                | Höri-Bodanrück | Narri – Narro | - Güggel - Güggelwieb - Holzbirre (Birne)                                                                      |               |
| Schlatt unter Krähen   | Singen                 | Narrenzunft Breame Schlatt                 | Rosenegg       | Narri – Narro | - Breame (Fliege) - Brücklehexe                                                                                |               |
| Schwandorf             | Neuhausen ob Eck       | Narrenverein Burgwichtel                   | Heuberg        | Burg – Wichtel | - Burgwichtel - Kräuterweib - Kräutersepp - Bajas                                                              |               |
| Seelfingen             | Stockach               | Narrenverein Taubenriedgärtner             | Linzgau        | Narri - Narro | - Taubenried-Hansl - Taubenriedgärtner/-in                                                                     |               |
| Singen                 | Singen                 | Narrenverein Neu-Böhringen Singen          | Rosenegg       | Hoorig, hoorig, hoorig isch de sell, und wenn de sell it hoorig wär, no wüßt mer it wer hoorig wär. Hoorig, hoorig, hoorig isch de sell. | - Katze - Hansele - Bürgerin - Bürgergeselle - Bajazzo - Eulalia Kunigunde Fasnet                              |               |
| Sipplingen             | Sipplingen             | Fastnachtsgesellschaft Sipplingen          | Linzgau        | Narri - Narro | - Trube-Kriese-Rätscher - Store - Suhund                                                                       |               |
| Stahringen             | Radolfzell             | Schoofwäscherzunft                         | Höri-Bodanrück | Narri – Narro | - Wäscher - Wäscherin - Schäfer und Schäfle - Schwarzes Schoof                                                 |               |
| Steißlingen            | Steißlingen            | Storchenzunft Steißlingen                  | Nellenburg     | Hoorig, hoorig isch de Sepp, und wenn de Sepp it hoorig wär, denn wüßt me it wer hoorig wär!                                             | - Storch - Seeriedwieb - Seerose - Seejungfrau - Seestrueli - Neptun                                           |               |
| Tengen                 | Tengen                 | Narrenverein Kamelia                       | Hegau-Randen   | Narri – Narro | - Burgnarr - Burgmagd - Burgknappe - Graf der Dicke Schicke - Talheimer Lehmbuddler - Blumenfelder Kistenfeger |               |
| Überlingen am Ried     | Singen                 | Chrüzerbrötli-Zunft                        | Rosenegg       | Narri – Narro | - Bäcker - Riedgeist                                                                                           |               |
| Uttenhofen             | Tengen                 | Narrenzunft Rote Füchse                    | Hegau-Randen   | Narri - Narro | |               |
| Volkertshausen         | Volkertshausen         | Narrenzunft Rehbock 1908                   | Nellenburg     | Narri – Narro | - Rehbock - Bacheholzwieb                                                                                      |               |
| Wahlwies               | Stockach               | Stierzunft Muhwiesen                       | Nellenburg     | Narro – Muh | - Muhwieser Stier - Wiesenblume - Bauer - Hansele - Ritterburggarde                                            |               |
| Wangen                 | Öhningen               | Narrenzunft Mondfänger vom Untersee        | Höri-Bodanrück | Narri – Narro | - Mondfänger - Siebler                                                                                         |               |
| Watterdingen           | Tengen                 | Narrenzunft Biberjohli                     | Hegau-Randen   | Biber – Johli | - Biberjohli                                                                                                   |               |
| Weiler                 | Moos                   | Narrenverein Büllebläri                    | Höri-Bodanrück | Büllebläri, Büllebläri - Furz, Furz | - Büllebläri - Büllewieb                                                                                       |               |
| Weiterdingen           | Hilzingen              | Narrenverein Epfelbießer                   | Rosenegg       | Epfel – Bießer | - Epfel (Apfel)                                                                                                |               |
| Welschingen            | Engen                  | Narrenzunft Rolli Welschingen              | Hegau-Randen   | Narri – Narro | - Rollibuebe - Rollimädle                                                                                      |               |
| Wiechs                 | Steißlingen            | Narrenverein Wiechser Schloßhexen          | Nellenburg     | Narri – Narro | - Schloßhexe                                                                                                   |               |
| Wiechs am Randen       | Tengen                 | Narrenzunft Grenzgeister                   | Hegau-Randen   | Hei – Hopp | - Grenzgeist (Schmuggler)                                                                                      |               |
| Winterspüren           | Stockach               | Hopfenzunft                                | Linzgau        | Narri – Narro | - Hopfengeist - Pflückerin - Hopfenbauer - Hopfensack - Hopfenblüte - Braumeister mit zwei Gesellen            |               |
| Worblingen             | Rielasingen-Worblingen | Narrenzunft Schaflingen-Worblingen         | Rosenegg       | Hoorig, hoorig, hoorig isch dä sell… | - Schäfle - Worbilo - Hardbergrätsche                                                                          |               |
| Worndorf               | Neuhausen ob Eck       | Steinbeißerzunft                           | Heuberg        | Stoa – Beisser | - Steinbeißer                                                                                                  | Commons       |
| Zimmerholz             | Engen                  | Narrenzunft Holzklötzle                    | Hegau-Randen   | Narri – Narro | |               |
| Zimmern                | Immendingen            | Narrenzunft Teufelsbrut                    | Hegau-Randen   | Pfui - Teufel / Holz - Kohle | - Teufel - Oberteufel - Höllenhund - Köhler - Nonne                                                            |               |
| Zizenhausen            | Stockach               | Narrenverein Zizenhausen                   | Nellenburg     | Narri – Narro | - Tonfiguren (nach Zizenhausener Terrakotten) - Lesholzweib                                                    |               |
| Zollhaus-Randen        | Blumberg               | Pfetzerzunft                               | Hegau-Randen   | Pfetzer – Narro | |               |
| Zoznegg                | Mühlingen              | Narrenzunft Schneckenbürgler               | Heuberg        | Schneck Schneck – streck d’Hörner raus                                                                                                   | - Burgrätscher - Burgdame - Burggeist                                                                          |               |

Einzelfiguren werden in der Tabelle kursiv dargestellt. Viele Zünfte weisen über die genannten Narrenfiguren hinaus weitere Gruppen und Einzelfiguren auf wie Narrenpolizei, Ausscheller, Büttel, Nachtwächter, Narreneltern, Zunftrat, Elferrat, Schneller, Zimmerleute (zum Aufstellen des Narrenbaums), Trachtengruppen, Männerballett, Funkengilde, Trommelgruppe, Zunftmusik, Guggenmusik, Fanfarenzug oder Fahnenschwinger.